# Дмитрий Михайлович Дашко
Князь Дмитрий Михайлович по прозванию Дашко — воевода во времена правления Ивана IV Васильевича Грозного.
Родоначальник князей Дашковы, которым он от своего прозвания дал фамилию. Младший сын князя Михаила Александровича по прозванию Зияло (Зьяло, Льяла), родоначальника княжеского рода Зияловы.

## Биография
В марте 1545 года второй воевода войск правой руки в походе в Тулу в связи с крымской угрозою. В сентябре 1551 года второй воевода войск правой руки в походе к Полоцку.

### Прозвище Дашко
Тюрколог Н.А. Баскаков, в связи с тем, что дворянский род Дашковы происходит от выходца из Золотой орды — "мужа честна" Дашека, а также имеющихся общих элементов в геральдических знаках обоих родов тюркской эмблемы, часто встречающейся в русской геральдике: "центральный щиток с изображениями креста над полумесяцем и шестиугольной звездой", указывает, что прозвище давшее князьям фамилию произошло от тюркских переносных значений: "возомнивший о себе", "зазнайка", "чванливый" , "пылкий нрав" или "дырявый".

## Семья
От брака с неизвестной имел детей:
- Дашков Андрей Дмитриевич — воевода.
- Дашков Семён Дмитриевич — наместник и воевода.
- Дашков Иван Дмитриевич — наместник и воевода, от которого пошёл дальнейший род князей Дашковы.